# Madame Arthur (película de 2011)
Madame Arthur es un documental español de 2011 dirigido por Eduardo Gión, escrito por Gión y Pierrot. La película se enfoca en Modesto Mangas, más conocido como Madame Arthur, quien llegó a ser una de las figuras más emblemáticas de la Barcelona franquista en los años 70.

## Argumento
Presentado por Pierrot, “Madam Arthur” refleja la vida de uno de los primeros transformistas que hubo en la Barcelona franquista. Además de material de archivo, cuenta con entrevistas con personas de Villavieja, su pueblo, y de quienes vivieron en Barcelona durante los años 70 y 80, como Enric Majó, Pierrot y Dolly Van Doll.

## Producción
En entrevista, Gión compartió que leyó el libro Memorias Trans de Pierrot y quedó fascinado con el capítulo dedicado a Madame Arthur. Al terminar, entró en contacto con Pierrot para armar el guion, la estructura del documental y el calendario de rodaje. Gión dedicó un año y medio en su investigación documental, y la producción costó alrededor de 15,000 euros.

## Distribución
En 2016, Vial of Delicatessens distribuyó el documental en formato DVD dentro de su colección "Motion Pitchers", con materiales adicionales y actuaciones inéditas del artista.